# Mouth & MacNeal
Mouth & MacNeal (Маут энд Макнил) — нидерландский поп-дуэт, который был популярным в 1970-х, известен в основном по песне «How Do You Do» (1972), возглавившей нидерландские чарты, и попавшей в десятку самых популярных песен в США по версии журнала «Billboard» (а также занявшей второе место в канадских чартах). Дуэт также представлял свою страну на конкурсе «Евровидение» в 1974 году с песней «I See a Star», где занял третье место.
Участниками дуэта были Виллем Дёйн (родился 31 марта 1937 — скончался 4 декабря 2004) и Мэгги Макнил (родилась 5 мая 1950).

## Карьера
Дуэт был сформирован в 1971 году, когда продюсер Ганс ван Хемерт предложил сотрудничество певцам Виллему Дёйну, выступавшему под псевдонимом «Big Mouth» и Мэгги Макнил (настоящее имя — Шукье вант Спайкер). У Дёйна уже был опыт работы в коллективах в 1960-х годах, в то время, как Макнил успела выпустить один сольный сингл до начала сотрудничества в новом дуэте (кавер-версию песни «I Heard It Through the Grapevine» Марвина Гэя, которую тоже спродюсировал ван Хемерт).
Первый сингл дуэта, «Hey You Love», занял пятое место в нидерландских чартах, в то время, как следующие два — «How Do You Do» и «Hello-A» были на первом месте. В 1972 году «How Do You Do» заняла первые места в чартах континентальной Европы и Скандинавии, и восьмое в чартах США. Альбом «Hey You Love / How Do You Do» также был успешным в Соединённых Штатах.
В 1974 году «Mouth & MacNeal» стали представителями Нидерландов на конкурсе песни «Евровидение», где заняли третье место с песней «I See a Star», уступив только шведской группе «ABBA», занявшей первое место с песней «Waterloo», и итальянской певице Джильоле Чинкветти (победительнице конкурса 1964 года), занявшей второе с песней «Sì». Песня нидерландского дуэта стала хитом в Великобритании, где достигла 8-е место в чартах.
После успеха на Евровидении, дуэт прекратил сотрудничество. Big Mouth создал новый дуэт с певицей Ингрид Кюп, позже ставшей его женой, под названием «Big Mouth & Little Eve»; в то время, как Мэгги Макнил возобновила свою сольную карьеру, и вновь выступила на конкурсе «Евровидение» в 1980 году, где заняла пятое место с песней «Amsterdam».
В 2004 году Дёйн скончался от инфаркта миокарда в возрасте 67 лет. Четыре года спустя, Макнил, которая на тот момент уже выступала под именем Шукье Смит, попыталась возродить дуэт «Mouth & MacNeal» с Ари Риббенсом, но успеха новый проект не имел. В 2012 году писатель Рул Смит опубликовал биографию дуэта под названием «Mouth & MacNeal, duo tegen wil en dank» («„Mouth & MacNeal“, дуэт поневоле»).